# پابلو سدرون
پابلو سدرون (اسپانیایی: Pablo Cedrón‎؛ ‏ ۷ ژانویهٔ ۱۹۵۸ – ۱ نوامبر ۲۰۱۷) بازیگر اهل آرژانتین بود.
از فیلم‌هایی که وی در آن‌ها نقش داشته‌است، می‌توان به اوهام اشاره نمود.